# Ces dames s'en mêlent
Pour plus de détails, voir Fiche technique et Distribution.
Ces dames s'en mêlent est un film français, coproduit avec l'Italie, réalisé par Raoul André, sorti en 1965.

## Synopsis
Célèbre agent du FBI, Jeff Gordon, irrésistible auprès de la gent féminine, est chargé de démanteler un réseau de faux-monnayeurs. Son enquête le mène à la boîte de nuit tenue par madame Lily, puis à l'appartement de la ravissante Wanda. À la suite d'un malentendu, il doit se mesurer à un truand nommé Angelo qui doit, de son côté, régler un compte avec les faussaires et qui s'imagine que Gordon fait partie de leur bande. L'agent fédéral est donc confronté à deux clans ennemis.

## Fiche technique
- Titre : Ces dames s'en mêlent
- Réalisation : Raoul André
- Scénario et dialogues : Michel Lebrun
- Décors : Jacques Mawart
- Photographie : Claude Lecomte
- Montage : Gabriel Rongier
- Musique : Pierick Houdy
- Bagarres réglées par Claude Carliez et son équipe
- Sociétés de production : Fida Cinematografica - Les Productions Jacques Roitfeld
- Lieux de tournage : Paris et la Région parisienne[2]
- Pays d'origine :  France -  Italie
- Format :  Noir et blanc - 1,37:1 - 35 mm - son mono
- Genre : Comédie policière
- Durée : 94 minutes
- Date de sortie : 
  - France : 6 janvier 1965
- Affiche : Jean Mascii (France)

## Distribution
- Eddie Constantine : Jeff Gordon
- Patricia Viterbo : Angelica
- Jacqueline Vandal : Cora
- Annie Cordy : Lily
- Carla Marlier : Wanda
- Philippe Mareuil : Ericson
- Daniele Vargas : Zacharoff (crédité Daniel Vargas)
- Jean Gras : Tony
- Hubert de Lapparent : Alfred
- Roger Dutoit : Angelo
- Albert Michel : le policier (non crédité)
- Nino Ferrer : Herman